# Felix Rosenqvist
Felix Rosenqvist, född 7 november 1991 i Värnamo, är en svensk racerförare som tävlar för Meyer Shank Racing i IndyCar. Rosenqvist blev efter en avslutande 5:e plats i det sista loppet i IndyCar 2019 korad som årets rookie.
Han blev mästare i det europeiska Formel 3-mästerskapet 2015.

## Racingkarriär

### Tidig karriär
Rosenqvist tävlade i karting, innan han gick över till formelbilsracing och Asian Formula Renault Challenge, där han blev fyra 2007, innan han tog en överlägsen titel 2008 i Formula Asia 2.0.
Under 2009 års säsong var Rosenqvist tillbaka i Sverige och tävlade i Formula Renault 2.0 Sweden och Formula Renault 2.0 NEZ. Han vann båda mästerskapen före sin teamkamrat Daniel Roos och rallyvärldsmästaren Stig Blomqvists son, Tom Blomqvist. Han gjorde även ett inhopp i Formula Palmer Audi, där han vann två av tre tävlingar.

### Formel 3
2010 körde Rosenqvist i det Tyska F3-mästerskapet, där han slutade femma med åtta pallplatser, varav två segrar och sex andraplatser, samt en pole position. Han deltog också i Macaos Grand Prix, där han slutade nia efter att ha kvalat in på en sjundeplats.
Rosenqvist tog steget upp till Formula 3 Euro Series 2011, där han körde för Mücke Motorsport. Han tog tio pallplatser, varav en seger, och blev femma i mästerskapet. Rosenqvist vann Masters of Formula 3. Han ställde även upp i Macaos Grand Prix 2011, dock utan någon större framgång. 
Han fortsatte i F3 Euro Series under 2012. Trots att han endast tog sex pallplatser förbättrade han sitt slutresultat till en fjärdeplats. I Macaos Grand Prix blev han tvåa i kvalloppet och i huvudloppet. 
Inför 2013 års säsong var han en av förhandsfavoriterna till mästerskapstiteln F3. Han förbättrade sig avsevärt jämfört med åren innan, då han tog hela sjutton pallplatser, varav tio segrar. Men trots det räckte det inte mot italienaren Raffaele Marciello, som blev mästare. Rosenqvist vann även Masters of Formula 3 för andra gången. Precis som året innan ställde han upp i Macaos Grand Prix och blev även tvåa i kvalloppet, man blev påkörd i huvudloppet och tvingades bryta. 

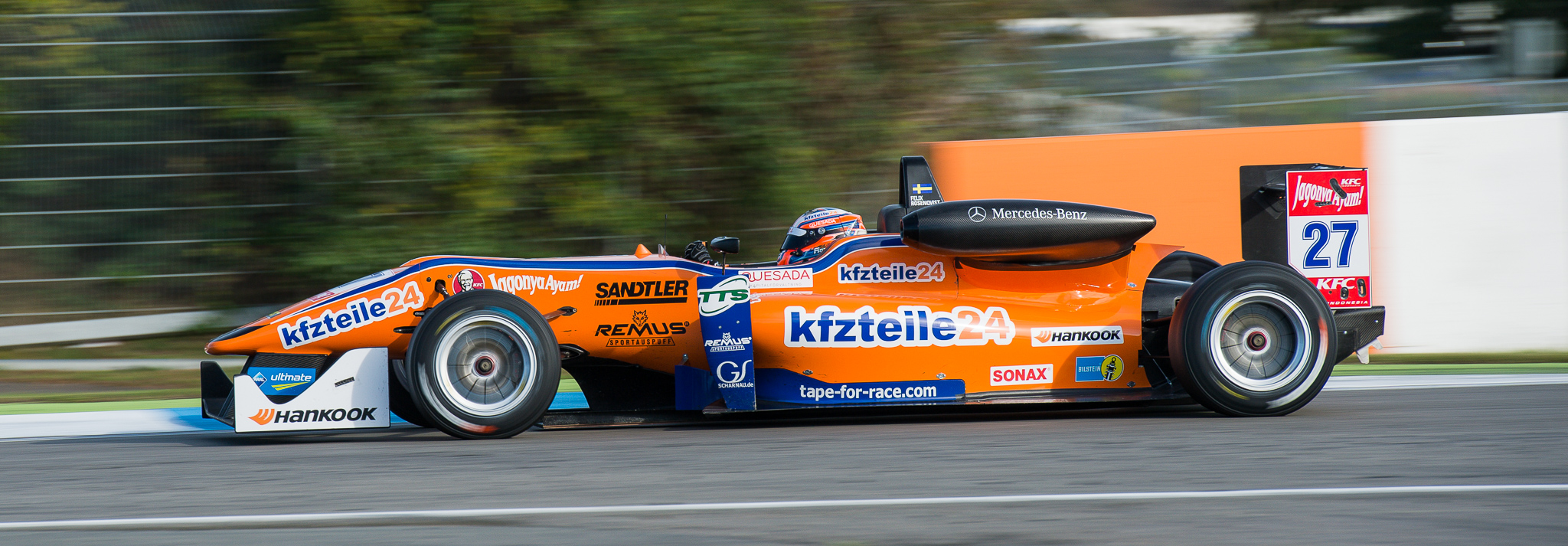
Rosenqvist på Hockenheimring.

Till 2014 hoppades han få köra DTM eller Formula Renault 3.5 Series, men det blev en fortsättning i European Formula Three Championship (en fortsättning av det som tidigare hette F3 Euro Series). Eftersom Rosenqvist var sånär på att vinna titeln innan var förväntningarna stora. Men det gick inte som förväntat, Rosenqvist tog endast två pallplatser, varav en seger, under hela säsongen. I slutställningen var han bara åtta, vilket var hans sämsta resultat någonsin. Men i Macaos Grand Prix lyckades han bättre, då han tog pole position, vann kvalloppet och huvudloppet.
Han fortsatte i det europeiska F3-mästerskapet 2015, men bytte till det regerande mästarteamet Prema Powerteam. Inledningen av säsongen gick inte riktigt som planerat, men på Autodromo Nazionale Monza tog han alla segrar, men kunde inte få full utdelning eftersom loppen avslutades i förtid på grund av att andra förare kraschade. På Circuit de Spa-Francorchamps blev han påkörd av sina konkurrenter flera gånger, men efter det tog han många topp tre-placeringar, samtidigt som mästerskapsrivalerna inte tog lika mycket poäng. På klassiska Nürburgring tog han samtliga pole positions, snabbaste varv och segrar. Tack vare det kunde han, med tre lopp kvar att köra, titulera sig europamästare i Formel 3, eftersom det var teoretiskt omöjligt för konkurrenterna att komma ikapp. Han blev även den första föraren någonsin att vinna Formel 3-världens ”grand slam”: världsfinalen i Macau (2014), Masters of Formula 3 i Nederländerna (2011 och 2013), Paus Grand Prix i Frankrike (2014) och den sammanlagda EM-titeln (2015). I november tävlade han för femte året i rad Macaos Grand Prix, och vann, precis som året innan, allting.

### Formel E

#### 2016-17Formel E-säsong

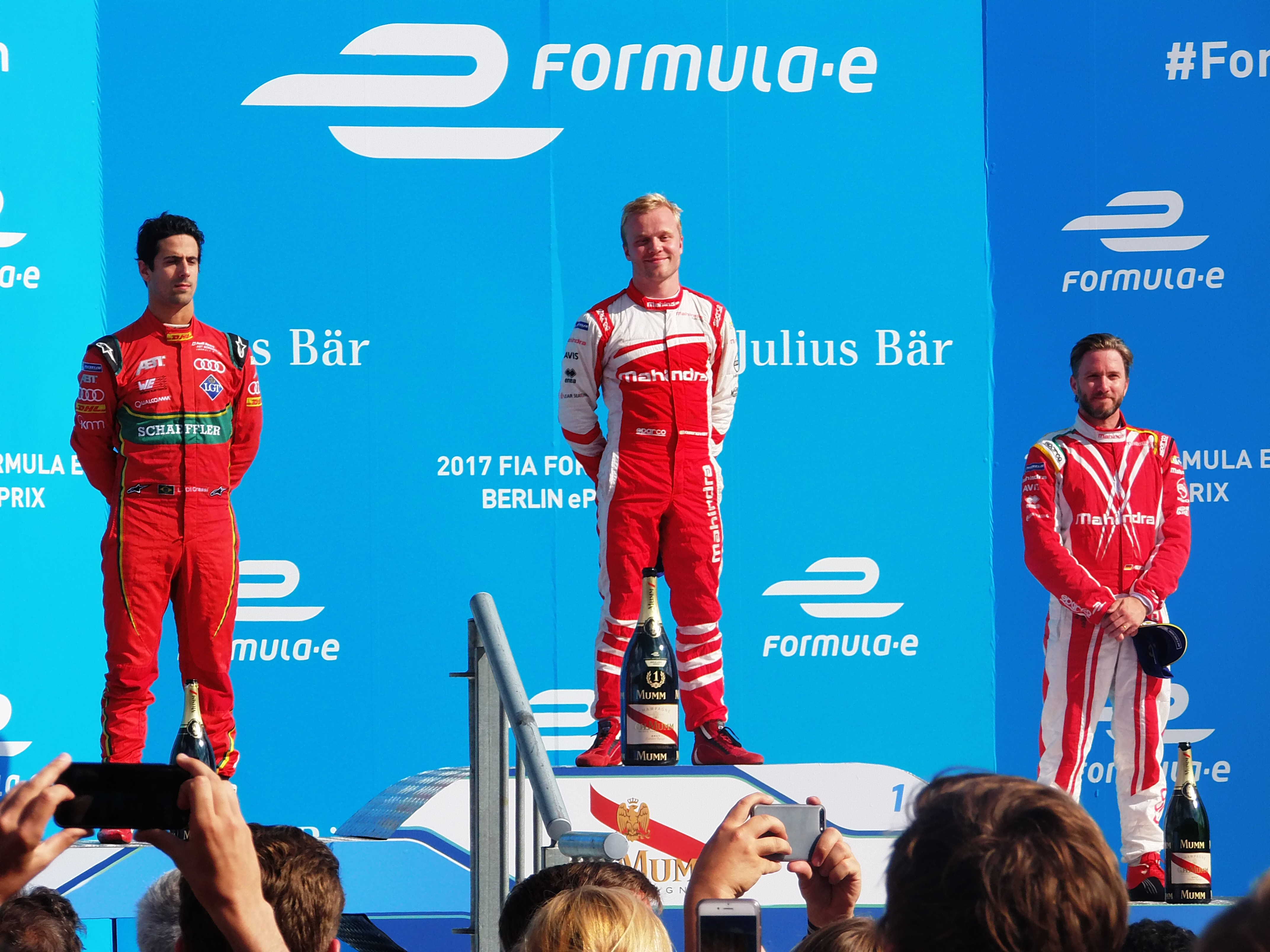
Felix Rosenqvist högst upp på pallen i Berlin efter sin första seger i Formel E. Med Lucas di Grassi som tvåa (vänster) och Nick Heidfeld som trea (höger).

I augusti 2016 meddelades att Rosenqvist skulle vara partner till tidigare F1-föraren Nick Heidfeld vid Mahindra Formel E-laget för 2016-17 Formel E-säsong. Efter sin premiärsäsong som rookie slutade han där på en sensationell tredje plats totalt efter fem pallplatser: en seger (Berlin ePrix), tre andra platser och en tredje plats.

#### 2017-18Formel E-säsong
Redan i sin andra start för säsongen tog Rosenqvist sin första seger (Hong Kong ePrix). Han följde upp med en ny seger i säsongens tredje lopp som gick i Marrakesh. Efter tre lopp leder Rosenqvist vm-tabellen.

### IndyCar

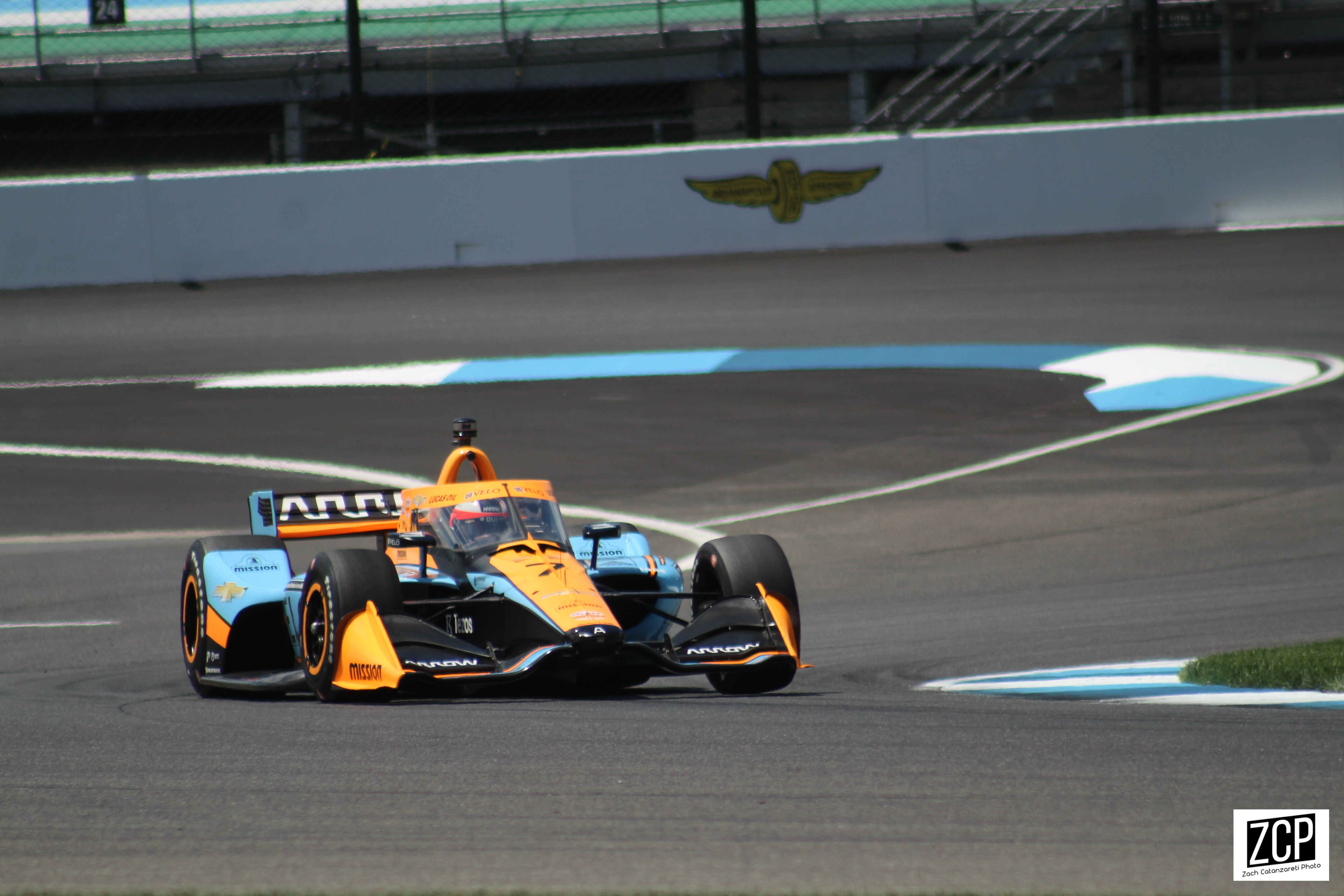
Rosenqvist, Arrow Mclaren 2022

Hösten 2018 tecknade Rosenqvist kontrakt med Chip Ganassi Racing för samtliga 17 lopp i IndyCar 2019. Rosenqvist ersätter Ed Jones i bil #10 och blir teamkollega med Scott Dixon. Från 2021 tävlade han i Arrow Mclaren bredvid Pato O'Ward som stallkamrat. Samt Alexander Rossi under säsongen 2023.
5 september 2023 kom beskedet att Rosenqvist tecknat ett flerårigt avtal med Meyer Shank Racing och bil #60 för 2024 och framåt. Han slutade säsongen på en 12:e plats (306 poäng) och säkrade därmed MSR:s bästa slutplacering i IndyCar-mästerskapet.
16 september 2024 förlängde Rosenqvist och MSR kontraktet för ytterligare år.  Teamkollega och förare av bil #66 kommer under 2025 vara Marcus Armstrong.